# Wilhelm Hansen Færden
Pour les articles homonymes, voir Wilhelm Hansen et Hansen.
Wilhelm Hansen Færden (2 décembre 1852 – 14 octobre 1923) est un militaire et homme politique norvégien.

## Biographie
Il est député au parlement d’Oslo de 1895 à 1897. Il fut grand maître de l’obédience maçonnique de l’Ordre norvégien des francs-maçons.